# Norris City (Illinois)
Norris City es una villa ubicada en el condado de White en el estado estadounidense de Illinois. En el Censo de 2010 tenía una población de 1275 habitantes y una densidad poblacional de 415,43 personas por km².

## Geografía
Norris City se encuentra ubicada en las coordenadas 37°58′42″N 88°19′40″O / 37.97833, -88.32778. Según la Oficina del Censo de los Estados Unidos, Norris City tiene una superficie total de 3.07 km², de la cual 3.06 km² corresponden a tierra firme y (0.17%) 0.01 km² es agua.

## Demografía
Según el censo de 2010, había 1275 personas residiendo en Norris City. La densidad de población era de 415,43 hab./km². De los 1275 habitantes, Norris City estaba compuesto por el 98.98% blancos, el 0.47% eran afroamericanos, el 0.08% eran amerindios, el 0% eran asiáticos, el 0% eran isleños del Pacífico, el 0.16% eran de otras razas y el 0.31% pertenecían a dos o más razas. Del total de la población el 1.1% eran hispanos o latinos de cualquier raza.